# Knuff.se
Knuff.se var en webbplats som indexerade och analyserade svenska bloggar för att ge en antydan om vad svenskspråkiga bloggare ansåg vara aktuellt. Förutom att Knuff.se listade bloggarna, fanns en sökmotor där besökaren exempelvis kunde  söka efter nyckelord i indexerade bloggar. Webbplatsen startade 2005 och lades ner i maj 2018. Enligt Internetworld rankades webbplatsen som Sveriges 37:e bästa sajt 2008.